# Лубня (Смоленская область)
Лубня— деревня в Смоленской области России, в Смоленском районе. Население — 549 жителей (2007 год). Расположена в западной части области в 10 км к юго-западу от г. Смоленска, у автодороги Р135 (Смоленск — Красный — Гусино).
Входит в состав Хохловского сельского поселения. Газифицирована. Улицы: Краснинская, Мирная, Нижняя, Новосёлов, Озёрная, Садовая, Смоленская, Центральная, Энергетиков.

## Экономика
Асфальтобетонный завод, электроподстанция, сельхозпредприятия, магазины, школа, детсад и тд.